# Pavel Pergl
Pavel Pergl (Prága, 1977. november 14. – Magdeburg, Németország, 2018. május 1.) cseh labdarúgó, hátvéd.

## Pályafutása
1983 és 1987 között a ČKD Kompresory, 1987 és 1997 között a Sparta Praha korosztályos csapataiban kezdte a labdarúgást. 1997-ben mutatkozott be a Pelikán Děčín első csapatában, mint kölcsönjátékos. 1998-99-ben a Chmel Blšany, 1999 és 2002 között a Drnovice, 2002-ben a Marila Příbram játékosa volt. 2003-ban visszatért anyaegyesületéhez a Spartához, ahol két bajnoki címet szerzett a csapattal. 2006-ban ismét kölcsönadta a prágai klub és így a német Dynamo Dresden játékosa lett. 2007-ben az angol Preston North End, 2007 és 2009 között a ciprusi Kítion Lárnakasz, 2009-ben ismét a Dynamo Dresen labdarúgója volt. 2009-10-ben Izraelben játszott. Először a Hapóél Beér-Seva, majd a Hapóel Ramat-Gan csapatában szerepelt. 2010 és 2017 között a svájci bajnokságban játszott. 2013-ig az AC Bellinzona, 2013 és 2016 között a liechtensteni FC Vaduz, 2016-17-ben az FC Locarno, 2017-ben a Chur 97 játékosa volt.
2018. május 1-jén hunyt el öngyilkosság következtében.

## Sikerei, díjai
Sparta Praha
- Cseh bajnokság
  - bajnok (2): 2002–03, 2004–05